# 람브루스코

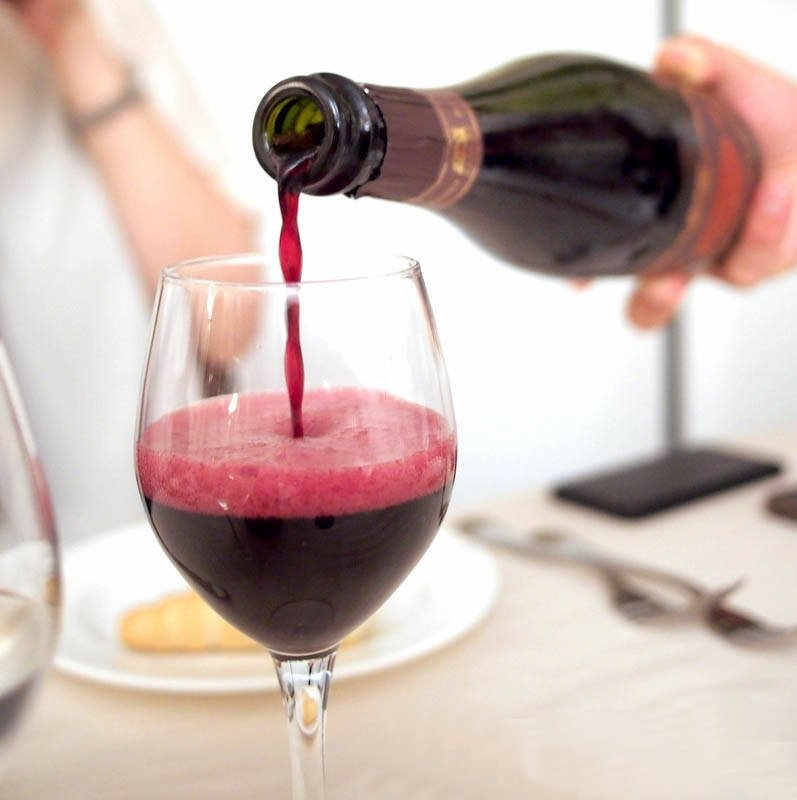
람브루스코 와인

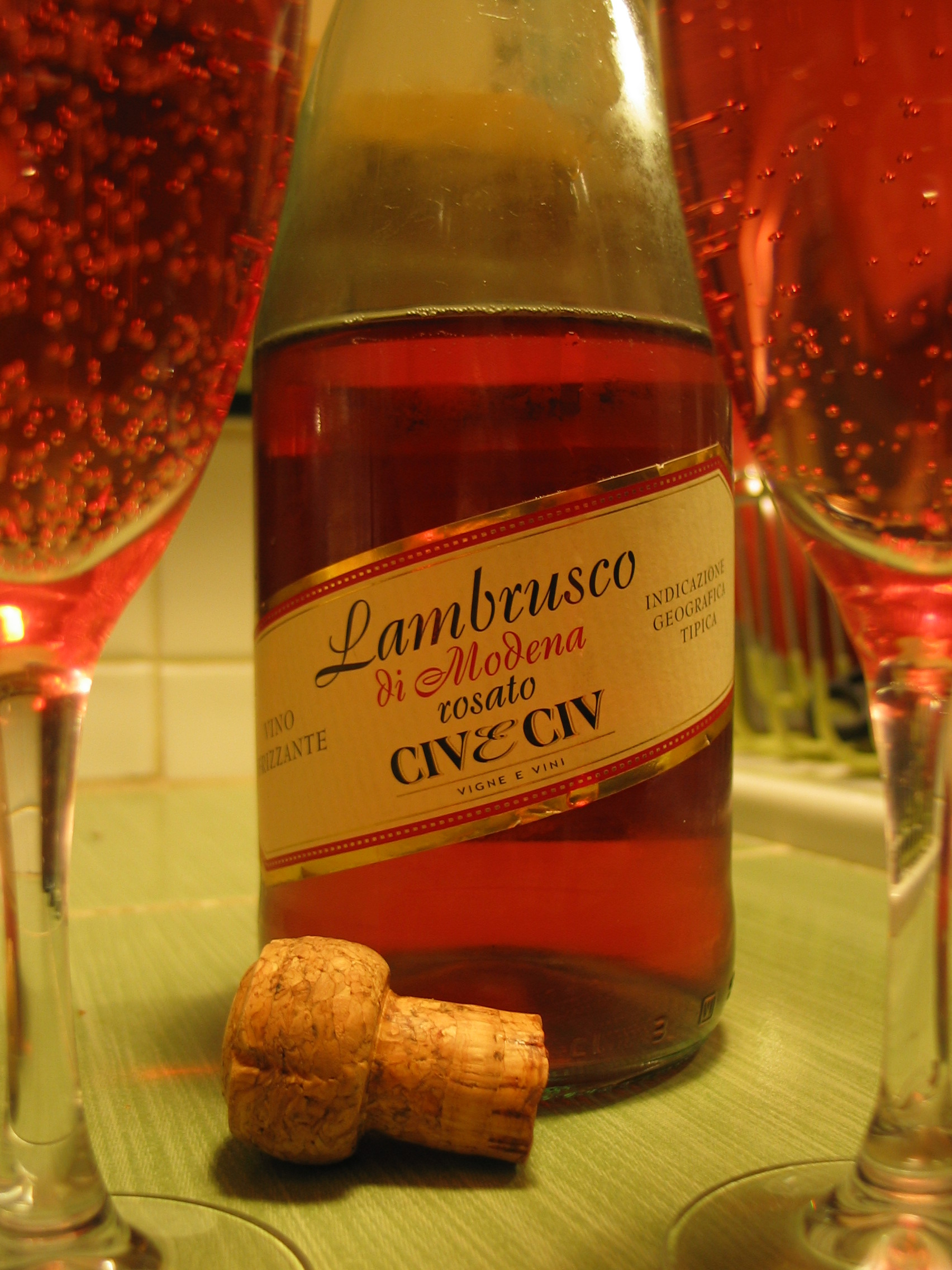
로제 람브루스코 와인

람브루스코(이탈리아어: Lambrusco)는 이탈리아의 적포도 품종의 이름이자, 해당 포도로 만들어지는 와인의 이름이기도 하다. 포도의 원산지는 에밀리아로마냐주(Emilia-Romagna) 내에 있는 4개의 구역과 롬바르디아주(Lombardy) 지역이다. 람브루스코는 오랜 양조 역사를 가지고 있으며 에트루리아인들이 포도를 재배했다는 기록이 남아 있다. 로마 시대에 람브루스코는 높은 생산성과 생산량으로 고 평가 받았는데, Cato the Elder는 2/3 에이커의 밭에서 자란 포도로 300개 암포라 분량의 와인을 만들 수 있다고 이야기하기도 했다.
가장 높은 평가를 받고 있는 람브루스코는 프로시(frothy), 프리찬테(frizzante, 약한 탄산)의 레드 와인으로 총 8개의 DOC(원산지 통제 명칭; denominazione di origine controllata) 지역이 있다: 콜리디파르마(Colli di Parma Lambrusco), 그라스파로사디카스텔베트로(Lambrusco Grasparossa di Castelvetro), 소르바라(Lambrusco di Sorbara), 살라미노디산타크로체(Lambrusco Salamino di Santa Croce), 레자노(Reggiano Lambrusco), 콜리디스칸디아노에카노사(Colli di Scandiano e Canossa Lambrusco), 모데나(Modena Lambrusco), 만토바노(Lambrusco Mantovano)
1970년대부터 1980년대 사이에는 달콤한 람브루스코가 미국에서 큰 인기를 누렸으며, 그 당시에는 람브루스코 포도 품종으로 화이트 와인이나 로제 와인을 양조하기도 했다.

## 포도 품종

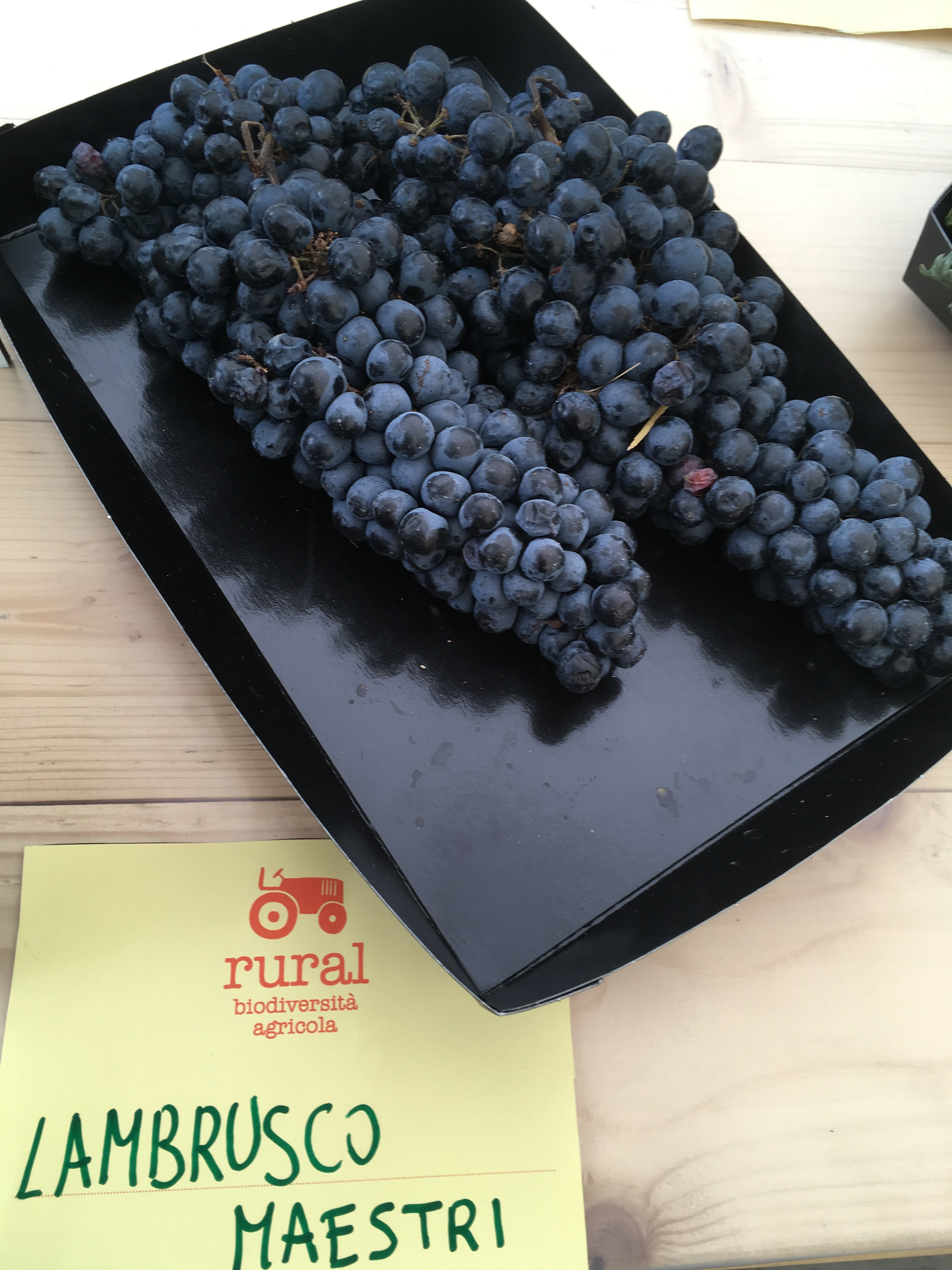
람브루스코 마에스트리 (Lambrusco Maestri)

가장 대표적인 6대 람브루스코 포도 품종에는 그라스파로사(Grasparossa), 람브루스코 마에스트리(Lambrusco Maestri), 람브루스코 마라니(Lambrusco Marani), 람브루스코 몬테리코(Lambrusco Montericco), 람브루스코 살라미노(Lambrusco Salamino), 람브루스코 소르바라(Lambrusco Sorbara)가 있으며, 모두 에밀리아(Emilia) 지역에서 재배된다. 대부분의 람브루스코는 한 종류 이상의 람브루스코 포도 품종을 블렌딩하여 양조되며, 때로는 Ancellotta, Marzemino, Malbo Gentile,
카베르네트 사우비뇬(Cabernet Sauvignon)과 같이 아예 다른 포도 품종과 블렌딩하기도 하는데 이때 기타 품종의 함량은 15%를 초과할 수 없다.
일반적으로 포도 나무들은 지표면으로부터 일정 높이 이상에서 재배되는데, 이는 흰곰팡이균의 피해를 방지하기 위함이다. 역사적으로 포도나무는 포플러 나무를 타고 올라가면서 자라도록 재배되었다.

## 양조
일반적으로 람브루스코 포도 자체의 당도는 낮은 편이지만 상업적으로 당도를 높이기 위해 발효를 짧게 하거나 추가적으로 포도즙을 첨가하기도 한다. 발효가 완전히 이루어질 경우에는 람브루스코 포도로 훌륭한 드라이 와인을 만들 수 있으며, 이 경우에는 딸기의 아로마와 약간 쓴 여운과 같은 특성을 나타내게 된다.
피에몬테, 시실리, 베네토처럼 이탈리아 전역에 60개가 넘는 람브루스코 포도 품종이 자라고 있으며, 가장 널리 재배되는 것은 람브루스코 살라미노(Lambrusco Salamino)이다.
오늘날 당도를 나타내는 기준은 여러가지가 있다. (세코(Seco) – 아마빌레(amabile) – 돌체(dolce), 순서대로 드라이 – 오프 드라이/스위트 – 매우 스위트) 일반적으로 람브루스코는 높은 산도와 베리 향의 특색이 있다. 스위트한 람브루스코는 1970년대 후반에서 80년대 사이에 매우 큰 인기를 끌었으며, 1985년의 경우 1,300백만 병이 수출되었다. 오늘날 미국에 수출되는 많은 와인들은 람브루스코와 다른 DOCs의 블렌딩으로 에밀리아(Emilia IGT(Indicazione Geografica Tipica))로 판매된다.
이 와인은 보통 샴페인 방식(전통 스파클링 와인 양조 방식)으로는 만들어지지 않으며, 일반적으로 2차 발효가 가압 탱크에서 이루어지는 방식으로 양조된다.

## 와인 양조 지역

### 람브루스코 레자노 (Lambrusco Reggiano)
람브루스코의 최대 생산지이며 가장 많은 DOC 수출 와인을 양조하는 곳이기도 하다. 대표적으로 마에스트리(Maestri), 마라니(Marani), 몬테리코(Montericco), 살라미노(Salamino)라는 4종류의 포도로 와인을 만들며, 최대 15%의 안첼로타(Ancellotta) 포도 품종의 블렌딩까지 DOC에 허용된다. 이 지역에서 생산되는 스위트한 람브루스코는 라이트 바디의 프리찬테(Frizzante) 스타일로, 드라이한 스타일의 경우 풀바디에 색이 더 진하다.

### 람브루스코 살라미노디산타크로체 (Lambrusco Salamino di Santa Croce)
소르바라(Sorbara) 마을에서 약 11km 서쪽으로 떨어진 지역으로, 이 지역의 와인들은 반드시 90% 이상의 살라미노(Salamino) 포도 품종으로 양조되어야 한다. 이 지역의 와인은 색이 밝고 바디감이 적으며 프리찬테(Frizzante) 스타일로 세미-스위트 혹은 드라이한 스타일로 양조될 수 있다. 이 포도의 이름은 살라미 소시지 덩어리와 포도송이의 형태가 유사하다고 하여 붙여졌다.

### 람브루스코 디 소르바라 (Lambrusco di Sorbara)
모데나(Modena) 지역의 북쪽에 위치하고 있는 소르바라(Sorbara) 마을은 가장 우수한 품질의 향이 좋은 와인을 생산한다고 알려져 있다. 이 지역의 와인은 람브루스코 살라미노(Lambrusco Salamino)와 유사하지만 상대적으로 색이 더 짙고 좀 더 풀바디의 와인을 만든다. 와인의 색은 매우 짙은 루비부터 보라색까지 다양하다. 이 지역의 경우 오직 소르바라(Sorbara), 살라미노(Salamino) 포도 품종만 양조에 사용 가능하며, 그 중에서도 소르바라(Sorbara)의 함량이 60% 이상이 되어야 한다. 살라미노(Salamino)와 소르바라(Sorbara) 포도 품종은 산도가 매우 높은 편이다. 소르바라(Sorbara)가 고품질의 와인을 만드는 것은 과일향보다 꽃 향기가 지배적인 품종이기 때문이다.

### 람브루스코 그라스파로사 디 카스텔베트로 (Lambrusco Grasparossa di Castelvetro)
가장 작은 양조 지역으로, 모데나(Modena) 마을의 남쪽에 위치하고 있다. 이 지역은 그라스파로사(Graparossa) 포도 품종이 주를 이루며, 최소 85%이 비율이 이 포도일 경우에 DOC 등급을 받을 수 있다. 이 지역의 와인은 일반적으로 드라이하고 풀바디이며 짙은 보라색을 띄는 빨간색이다. 그라스파로사(Graparossa)는 가장 타닌감이 강한 람브루스코를 만든다.

### 람브루스코 만토바노 (Lambrusco Mantovano)
이는 에밀리아로마냐주(Emilia-Romagna) 외부에 있는 유일한 람브루스코 생산 지역으로, 롬바르디아주에 속한다. 일반적으로 드라이하지만 세미-드라이한 스타일의 와인도 양조된다.

## 기타 지역
오스트레일리아(호주)에서는 다양한 종류의 저렴한 병 혹은 박스 와인을 ‘람브루스코’라는 이름으로 판매하고 있다. 이들은 일반적으로 미디엄-스위트이며 약 10%의 알코올 도수로 마시기 편한 스타일이다. 아르헨티나에서도 람브루스코 마에스트리(Lambrusco Maestri)가 몇 백 헥타르의 지역에서 재배되고 있다.